# トレーサビリティ (流通)
トレーサビリティ（英: traceability）は、物品の流通経路を生産段階から最終消費段階あるいは廃棄段階まで追跡が可能な状態をいう。日本語では追跡可能性（ついせきかのうせい）とも言われる。

## 概況
20世紀末頃より、遺伝子組み換え作物の登場や、有機農産物の人気の高まり、食物アレルギーやBSE問題、偽装表示、産地偽装問題などの発生に伴って、食品の安全性や、消費者の選択権に対する関心が高まっており、特に食品分野でのトレーサビリティが注目されている。
日本ではBSE問題から牛肉に、事故米穀問題からコメ・米加工品にトレーサビリティが義務化された。しかし、事故麦問題が起きている麦に対してはまだ義務化されていない。
日本では消費者や量販店のメリットが注目を集めている。
EUでは消費者のためではなく、ある商品が作られて消費者に渡る過程において、学校に行くべき児童が労働に従事していないかどうか、生態系を乱すような乱獲や乱伐を引き起こしていないかといった事を確認することがトレーサビリティの大きな目的として考えられている。日本においては、このようなEU型のトレーサビリティの目的はエシカルの概念が近い。（→Traceabilityを参考）

## システム
トレーサビリティとは、対象とする物品（とその部品や原材料）の流通履歴を確認できることである。
トレーサビリティには、トレースバックと、トレースフォワードがある。前者は物品の流通履歴の時系列にさかのぼって記録をたどる方向で、後者は時間経過に沿っていく方向である。
- 対象とする物品に対して関心を示した人間（代表例は消費者）が、その物品の履歴をさかのぼって、物品の生産履歴を見ることは、トレーサビリティ（トレースバック）によってもたらされる。
- 対象とする物品に問題が発見された時、その物品が販売された特定顧客に対してピンポイントで商品の回収を行うことは、トレーサビリティ（トレースフォワード）によってもたらされる。

トレーサビリティは、対象となる物品を、観測しうる物理量によって定量的に記述された記録によって構築される。物理量とは、時刻、重量、名称、物品に添付意された記号（バーコードなど）等々によって記述される。
物理量の計測結果が一定でなかったり、添付された記号などが故意・過失によって紛失等することは、物流におけるトレーサビリティの避けて通れない点である。したがって、トレーサビリティを構築する人間のモラルが、トレーサビリティの信頼の根源である。

### 観察可能な情報
日本語で単に「トレーサビリティ」という場合には、一般に工業製品や食料品など、市場を流通する様々な商品に関連して、これら物品が遣り取りされ、最終的に販売されるところまでなどを指す傾向が強い。この場合では、農業や漁業といった食品産業における第一次産業や製造業など第二次産業から商業活動など第三次産業までにおけるトレーサビリティに限定されている。また、物理量の記述の蓄積がトレーサビリティの構築の必要要件であるため、無形財を対象としたトレーサビリティは不可能である。
たとえば食品として流通する大根を考えた場合、この大根に関する観測可能な現象は、時間的な範囲では種子の選定から大根の成長、取り入れと出荷、消費もしくは廃棄されるまでであるが、対象範囲の空間は畑から消費した個人やごみ箱（さらには公的焼却炉など）までなる。厳密には、種苗企業やそれ以前の採種段階などの種の流通経路も含まれる。この情報に誰が関心を持つかによっても違ってくるが、情報を提供する手段や経路の選択も必要で、例えば農業協同組合などが統括している場合においては、生産者側であれば問い合わせにデータシートの形で提供することも可能であろうし、流通業者であればオンラインシステムで接続してデータベースの形で利用させ、末端の消費者であればインターネット上のウェブサイトなどより情報提供を行うことが想定できる。

#### リサイクル家電
リサイクルの進展に伴い、家電製品や自動車などのリサイクル資源の処理についてもトレーサビリティが求められており、日本では消費者がリサイクル費用を負担する家電製品（2005年時点ではテレビ、冷蔵庫、洗濯機、エアコン）では、処理について確認することが可能となっている。

#### 宅配便
なお、宅配便等のサービスでは、発送元から到着先までが一対一であるため、追跡性が極めて高い。全ての貨物情報がオンライン処理されている現代にあっては、発送側や到着先が、荷物の受付伝票に記載された番号によって、今何処の集荷場を通過しているかを、インターネットの運送業者のウェブサイト上において、リアルタイムで確認する事が可能となっている。特にこれらは通信販売業者等が、商品発送の際に、顧客に伝票番号を通知・顧客側で荷物の到着過程を確認できるといった利用法にも用いられ、宅配便を使った円滑な商取引に活用されている。

### ICタグ
日本では、完全なトレーサビリティ実現の手段として、ICタグが経済産業省を中心とした官民合同で研究開発段階にある。また食品（特に牛肉・鶏卵等）は、農林水産省がトレーサビリティ普及に向けた活動を行っている。実際の普及までのハードルには、主にコスト面での課題に因る所が大きいが、ICタグを利用したトレーサビリティに関しては、社会的に浸透すれば一つ数円台にまで価格は低下すると見られている。

### ロット管理との関係
日本では、様々な下請工場を経て生産される工業製品の多くは、古くは管理番号と台帳・近年ではバーコードを印刷したシールを通箱に添付して要所要所でチェックする事で、ロット毎の品質管理を行う様式が発達している。これらは、様々な粗製品や半製品（仕掛品）の品質不良が判明した場合、いち早く該当する部品を使用した製品の所在を明らかにすることが可能で、日本製品の品質向上に大きく貢献しており、世界的にも同様の製造手法が導入されている。
しかし、様々な部品が集約されて一つの製品となる工業製品とは逆に、末端に行くほど細分化されて流通する食料品の場合は、パック詰め状態にまで追跡すると、人的にも設備的にも膨大なコストを発生させる事から、なかなか進まない問題があった。一方では、年々高まる消費者の食品に対する関心により、生産者側から一方的に供給されるスタイルから、消費者が生産者によって購入するかどうかを選ぶスタイルも生まれて来た。特に海外からの輸入食料では、ポストハーベスト農薬等による、食の安全性という問題もあり、食品の流通にまで消費者が関心を寄せる傾向は1980年代より急速に高まっており、更に各種食品問題によってトレーサビリティの重要度は、多方面で認識され始めている。

## BSE問題とトレーサビリティ
アメリカでは2003年末に発生した乳牛のBSE（狂牛病）問題により、2005年現在でも日本を始めとする各国から牛肉の禁輸措置を受けているが（日本については2005年12月に条件付で禁輸解除→ウィキニュースされたものの、危険部位が除去されていなかったことが発覚し、再び輸入停止）、同国内のトレーサビリティが不完全であった事が、同問題を長引かせる要因として挙げられる。
この問題では、異常プリオン汚染飼料を与えられた事が疑われる牛・80頭がカナダのアルバータ州からアメリカ内に入った後、28頭の行方までは189飼育施設の調査で判明したが、残り52頭は「調査不能」となっており、既に食肉として市場に出回ったり、肉骨粉として再利用された可能性も挙げられている。
1990年代のイギリスBSE問題では、感染の可能性が疑われる牛425万頭が2000年に殺処分され、これら牛の飼育コストの補償や処分コストにより、莫大な損害を発生させているが、それでも酪農製品輸出の完全な禁止状態に比べれば、必ずしも不利益となり得ない背景がある訳だが、トレーサビリティが充実すれば、これらの損害を最小限に抑えられると考えられている。
日本では、2004年12月から、「牛の個体識別のための情報の管理及び伝達に関する特別措置法」（牛肉トレーサビリティ法）の施行により、国産牛肉については、牛の出生からと畜場（食肉処理場）で処理されて、牛肉に加工され、小売店頭に並ぶ一連の履歴を10桁の個体識別番号で管理し、取引のデータを記録することになった。（→牛肉#日本における牛肉の履歴表示を参照）

## EUの動向

### TraceFishプロジェクト
BSEの経験より、畜産物だけではなく水産物の安全管理にもトレーサビリティの必要性を求めたEU政府は、「生活の質の向上と管理（Quality of life and management of living resources）」（project number QLK1-2000-00164）研究の一環として水産業の先進国であるノルウェーにTraceFishプロジェクトとして水産物トレーサビリティシステムの立案を委託した。
TraceFishプロジェクトは2000年末から2002年末までの活動成果として水産トレーサビリティに必要な記録項目である「CWA14659漁業の追跡可能性 - 養殖魚流通チェーンに記録される情報の指定 CWA14660漁業の追跡可能性 - 捕獲された魚分布に記録される情報の指定」が制定され、電子データの構造としてTraceFishXMLSchemaを策定した。TraceFishプロジェクトの成果はその後、EUのTraceプロジェクト（水産物を除く食品全般）とSEAFOODplus（水産物）に引継がれ、さらにこの2つのプロジェクトの成果を食品全般に対応可能なトレーサビリティに応用するTraceFoodプロジェクトの立ち上げが検討されている。
TraceFoodではトレーサビリティシステムの電子取引情報の規格としてTraceCore XML、トレーサビリティ導入運用のためのガイドラインとしてGTP（Good Traceability Practice）がプロジェクト終了の2009年を目標に検討されており、ユニークな取引コード体系として欧州のEANコード体系とアメリカのUCCコード体系を統一したGS1（Global Standard One）の導入が推奨されている。

### 法的規制
法律面では「一般食品法への規則（EC）No178/2002」が制定され、2005年1月1日からの試行を経て2007年1月1日から、EU域内25カ国の全ての食品企業は、入荷から出荷までの製造過程の記録を残すこと、「One step Up、One step Down」が義務付けられている。